# SummerSlam 2000
SummerSlam 2000 è stata la tredicesima edizione dell'omonimo pay-per-view prodotto da World Wrestling Federation. L'evento ha avuto luogo il 27 agosto 2000 alla Raleigh Entertainment and Sports Arena di Raleigh.
Il main event è stato un Triple Threat match tra Triple H, Kurt Angle e The Rock valido per il WWF Championship. Tra gli altri incontri figurano il primo TLC match della storia tra gli Hardy Boyz, i Dudley Boyz ed Edge e Christian, uno street fight match tra Steve Blackman e Shane McMahon terminato con un volo di McMahon da oltre 9 metri d'altezza e un successivo flying elbow d dalla stessa altezza eseguita da Blackman, un 2 Out of 3 Falls match tra Chris Benoit e Chris Jericho e il No Disqualification match tra The Undertaker e Kane dove il Deadman strappò la maschera al fratello.

## Risultati
| #  | Risultati | Stipulazioni                                                             | Durata |
| -- | --- | ------------------------------------------------------------------------ | ------ |
| 1  | Right to Censor (Steven Richards, Bull Buchanan e The Goodfather) hanno sconfitto Too Cool (Scotty 2 Hotty, Grand Master Sexay e Rikishi) (con Victoria e Mandy) | Six-man tag team match                                                   | 05:25  |
| 2  | X-Pac ha sconfitto Road Dogg | Single match                                                             | 04:41  |
| 3  | Chyna e Eddie Guerrero hanno sconfitto Val Venis (c) e Trish Stratus                                                                                             | Mixed tag team match per il WWF Intercontinental Championship            | 07:08  |
| 4  | Jerry Lawler ha sconfitto Tazz | Single match                                                             | 04:23  |
| 5  | Steve Blackman ha sconfitto Shane McMahon (c) | Hardcore match per il WWF Hardcore Championship                          | 10:07  |
| 6  | Chris Benoit ha sconfitto Chris Jericho | Two out of three falls match                                             | 13:20  |
| 7  | Edge e Christian (c) hanno sconfitto gli Hardy Boyz (con Lita) e i Dudley Boyz                                                                                   | Tables, ladders, and chairs match per il WWF World Tag Team Championship | 14:51  |
| 8  | The Kat (con Al Snow) ha sconfitto Terri (con Perry Saturn) | Stinkface match                                                          | 03:04  |
| 9  | The Undertaker vs. Kane termina in un no contest | No disqualification match                                                | 7:33   |
| 10 | The Rock (c) ha sconfitto Kurt Angle e Triple H | Triple threat match per il WWF Championship                              | 17:48  |